# تيرينس ويليامز
تيرينس ويليامز (بالإنجليزية: Terrence Williams)‏ مواليد 28 يونيو 1987 في سياتل، واشنطن، هو لاعب كرة سلة محترف أمريكي بدأ مسيرته الاحترافية في سنة 2009 حيث تم اختياره من قبل فريق بروكلين نتس خلال الدرافت،. يبلغ طوله 6 قدم 6 بوصة (2.0 م).

## فرق لعب لها
- بروكلين نتس
- هيوستن روكتس
- سكرامنتو كينغز
- غوانغدونغ ساوثرن تايغرز
- بوسطن سيلتكس
- تورك تيليكوم

## إحصائيات المسيرة

### الموسم الاعتيادي
| السنة   | الفريق         | لعب | بدأ | دقيقة | ميداني% | ثلاثية | حرة  | ارتداد | صنع | استلاب | تصدي | نقطة |
| ------- | -------------- | --- | --- | ----- | ------- | ------ | ---- | ------ | --- | ------ | ---- | ---- |
| 2009–10 | بروكلين نتس    | 78  | 9   | 22.6  | .401    | .310   | .715 | 4.5    | 2.9 | .6     | .1   | 8.4  |
| 2010–11 | بروكلين نتس    | 10  | 0   | 20.6  | .397    | .333   | .500 | 3.6    | 3.1 | .5     | .0   | 6.7  |
| 2010–11 | هيوستن روكتس   | 11  | 0   | 7.6   | .333    | .200   | .818 | 1.4    | .6  | .4     | .0   | 3.5  |
| 2011–12 | هيوستن روكتس   | 12  | 0   | 15.1  | .351    | .421   | .500 | 2.4    | .8  | .3     | .1   | 4.5  |
| 2011–12 | سكرامنتو كينغز | 18  | 0   | 20.5  | .461    | .296   | .618 | 4.1    | 3.1 | .9     | .3   | 8.8  |
| 2012–13 | بوسطن سيلتكس   | 24  | 0   | 13.3  | .495    | .333   | .429 | 1.8    | 1.6 | .5     | .1   | 4.6  |
| المسيرة |                | 153 | 9   | 19.1  | .412    | .317   | .659 | 3.6    | 2.4 | .5     | .1   | 7.1  |

### التصفيات
| السنة   | الفريق       | لعب | بدأ | دقيقة | ميداني% | ثلاثية | حرة  | ارتداد | صنع | استلاب | تصدي | نقطة |
| ------- | ------------ | --- | --- | ----- | ------- | ------ | ---- | ------ | --- | ------ | ---- | ---- |
| 2013    | بوسطن سيلتكس | 5   | 0   | 9.6   | .200    | .000   | .500 | 2.0    | 1.2 | .0     | .2   | 1.0  |
| المسيرة |              | 5   | 0   | 9.6   | .200    | .000   | .500 | 2.0    | 1.2 | .0     | .2   | 1.0  |

## روابط خارجية
- تيرينس ويليامز على موقع إن بي أي (الإنجليزية)
- تيرينس ويليامز على موقع سبورتس رفرنس (الإنجليزية)
- تيرينس ويليامز على موقع كرة السلة الأوروبية.كوم (الإنجليزية)
- تيرينس ويليامز على موقع DraftExpress.com (الإنجليزية)
- تيرينس ويليامز على موقع كلية كرة السلة في سبورتس رفرنس.كوم (الإنجليزية)
- تيرينس ويليامز على موقع ريلجم (الإنجليزية)
- تيرينس ويليامز على موقع بروبوليرز (الإنجليزية)
- تيرينس ويليامز على موقع سبورتس رفرنس (الإنجليزية)
- تيرينس ويليامز على موقع سبورتس رفرنس (الإنجليزية)